# Pomnik Reksia w Bielsku-Białej
Pomnik Reksia w Bielsku-Białej – pomnik-fontanna w centrum Bielska-Białej, na placu pomiędzy ul. 11 Listopada i S. Stojałowskiego, nad rzeką Białą, na szlaku Bajkowe Bielsko-Biała. Został odsłonięty 3 sierpnia 2009 roku. Przedstawia psa Reksia, głównego bohatera serialu animowanego, którego twórcą był Lechosław Marszałek, produkowanego w latach 1967–1988 w bielskim Studiu Filmów Rysunkowych. 
Pomnik przedstawia Reksia stojącego na tylnych łapach, jedną z przednich trzyma przy pysku, drugą wskazuje na fontannę. Rzeźba jest odlana z brązu, ma 90 cm wysokości i waży 130 kilogramów. Powstała w odlewni metali Wiesława Wojdaka. Integralną częścią pomnika jest fontanna w kształcie przeciętego na cztery części jajka, z którego wypływa woda.
Pomnik wykonał Jerzy Mikler z Bielska-Białej.